# Флоріан Гренгбо
Флоріан Гренгбо (фр. Florian Grengbo; нар. 23 серпня 2000) — французький велогонщик, бронзовий призер Олімпійських ігор 2020 року.

## Виступи на Олімпіадах
| Олімпіада  | Дисципліна       | Місце |
| ---------- | ---------------- | ----- |
| Токіо 2020 | командний спринт | 3     |